# Natasa Bojkovic
Nataša Bojković (nascida em 3 de setembro de 1971) é uma enxadrista  sérvia, Mestre Internacional (IM) e Grande Mestre Feminina (WGM).
Ela ganhou o Campeonato Mundial Júnior de Xadrez Feminino em 1991.
Ela venceu o Campeonato Iugoslavo Feminino de Xadrez quatro vezes.